# Budapest Titans
I Budapest Titans sono una squadra di football americano di Budapest, in Ungheria, fondata nel 2007. Hanno vinto 1 Hungarian Bowl e 1 Pannon Bowl.

## Dettaglio stagioni

### Amichevoli
| Stagione | Vin | Par | Per | Tot | PF | PS | avversaria       |
| -------- | --- | --- | --- | --- | -- | -- | ---------------- |
| 2021     | 0   | 1   | 0   | 1   | 28 | 28 | Constanța Sharks |
| Totale   | 0   | 1   | 0   | 1   | 28 | 28 |                  |

### Tornei nazionali

#### Campionato

##### Divízió I (primo livello)/HFL
| Stagione | regular season | regular season | regular season | regular season | regular season | regular season | playoff | playoff | playoff | playoff | playoff | playoff    | playoff           |
|          | Vin            | Par            | Per            | Tot            | PF             | PS             | Vin     | Per     | Tot     | PF      | PS      | risultato  | avversaria        |
| -------- | -------------- | -------------- | -------------- | -------------- | -------------- | -------------- | ------- | ------- | ------- | ------- | ------- | ---------- | ----------------- |
| 2008     | 3              | 0              | 2              | 5              | 177            | 132            | 0       | 1       | 1       | 8       | 55      | Semifinale | Budapest Wolves   |
| 2009     | 0              | 0              | 4              | 4              | 0              | 169            | -       | -       | -       | -       | -       | -          | -                 |
| 2010     | 1              | 0              | 5              | 6              | 65             | 155            | -       | -       | -       | -       | -       | -          | -                 |
| 2011     | 2              | 0              | 4              | 6              | 99             | 152            | -       | -       | -       | -       | -       | -          | -                 |
| 2023     | 4              | 0              | 2              | 6              | 123            | 79             | 1       | 1       | 2       | 50      | 56      | Semifinale | Budapest Wolves   |
| 2024     | 4              | 0              | 1              | 5              | 203            | 109            | 2       | 0       | 2       | 72      | 35      | Campioni   | Budapest Cowbells |
| Totale   | 14             | 0              | 18             | 32             | 667            | 796            | 3       | 2       | 5       | 130     | 146     |            |                   |

Fonti: Enciclopedia del Football - A cura di Massimo Mezzetti

##### Divízió I (secondo livello)
| Stagione | regular season | regular season | regular season | regular season | regular season | regular season | playoff | playoff | playoff | playoff | playoff | playoff     | playoff              |
|          | Vin            | Par            | Per            | Tot            | PF             | PS             | Vin     | Per     | Tot     | PF      | PS      | risultato   | avversaria           |
| -------- | -------------- | -------------- | -------------- | -------------- | -------------- | -------------- | ------- | ------- | ------- | ------- | ------- | ----------- | -------------------- |
| 2012     | 4              | 0              | 1              | 5              | 133            | 60             | 0       | 1       | 1       | 20      | 30      | Semifinale  | Békéscsaba Raptors   |
| 2013     | 3              | 0              | 3              | 6              | 164            | 92             | 0       | 1       | 1       | 14      | 21      | Wild Card   | Békéscsaba Raptors   |
| 2014     | 3              | 0              | 1              | 4              | 116            | 94             | 1       | 1       | 2       | 43      | 69      | Semifinale  | Miskolc Steelers     |
| 2015     | 1              | 0              | 4              | 5              | 59             | 148            | -       | -       | -       | -       | -       | -           | -                    |
| 2016     | 3              | 0              | 3              | 6              | 83             | 120            | -       | -       | -       | -       | -       | -           | -                    |
| 2018     | 2              | 0              | 4              | 6              | 80             | 129            | -       | -       | -       | -       | -       | -           | -                    |
| 2019     | 2              | 0              | 4              | 6              | 109            | 157            | -       | -       | -       | -       | -       | -           | -                    |
| 2021     | 3              | 0              | 2              | 5              | 113            | 93             | 0       | 1       | 1       | 2       | 42      | Semifinale  | Miskolc AFT          |
| 2022     | 6              | 0              | 0              | 6              | 206            | 117            | 2       | 0       | 2       | 56      | 27      | Pannon Bowl | Szombathely Crushers |
| 2024     | 4              | 0              | 2              | 6              | 108            | 114            | 0       | 1       | 1       | 10      | 33      | Semifinale  | CFS Guardians        |
| Totale   | 31             | 0              | 24             | 55             | 1171           | 1124           | 3       | 5       | 8       | 145     | 222     |             |                      |

Fonti: Enciclopedia del Football - A cura di Massimo Mezzetti

##### Divízió III/Divízió II
| Stagione | regular season | regular season | regular season | regular season | regular season | regular season | playoff | playoff | playoff | playoff | playoff | playoff          | playoff               |
|          | Vin            | Par            | Per            | Tot            | PF             | PS             | Vin     | Per     | Tot     | PF      | PS      | risultato        | avversaria            |
| -------- | -------------- | -------------- | -------------- | -------------- | -------------- | -------------- | ------- | ------- | ------- | ------- | ------- | ---------------- | --------------------- |
| 2009     | 4              | 0              | 0              | 4              | 147            | 22             | 0       | 1       | 1       | 16      | 32      | Semifinale       | Jászberény Wolverines |
| 2017     | 2              | 0              | 3              | 5              | 77             | 74             | 0       | 1       | 1       | 0       | 15      | Quarti di finale | Szombathely Crushers  |
| Totale   | 6              | 0              | 3              | 9              | 224            | 96             | 0       | 2       | 2       | 16      | 47      |                  |                       |

Fonti: Enciclopedia del Football - A cura di Massimo Mezzetti

### Riepilogo fasi finali disputate
| Anno           | Luogo    | Evento     | Fase del torneo  | Incontro                               | Risultato |
| 6 luglio 2008  |          | Divízió I  | Semifinale       | Budapest Wolves - Budapest Titans      | 55 - 8    |
| 1º luglio 2012 |          | Divízió I  | Semifinale       | Budapest Titans - Békéscsaba Raptors   | 20 - 30   |
| 23 giugno 2013 |          | Divízió I  | Wild Card        | Békéscsaba Raptors - Budapest Titans   | 21 - 14   |
| 2014           |          | Divízió I  | Semifinale       | Miskolc Steelers - Budapest Titans     | 41 - 0    |
| 17 giugno 2017 |          | Divízió II | Quarti di finale | Szombathely Crushers - Budapest Titans | 15 - 0    |
| 4 luglio 2021  |          | Divízió I  | Semifinale       | Miskolc AFT - Budapest Titans          | 42 - 2    |
| 23 luglio 2022 |          | Divízió I  | Pannon Bowl      | Budapest Titans - Szombathely Crushers | 18 - 13   |
| 24 giugno 2023 | Budapest | HFL        | Semifinale       | Budapest Wolves - Budapest Titans      | 42 - 20   |
| 23 giugno 2024 | Szeged   | Divízió I  | Semifinale       | CFS Guardians - Budapest Titans 2      | 33 - 10   |
| 20 luglio 2024 | Budapest | HFL        | Hungarian Bowl   | Budapest Cowbells - Budapest Titans    | 29 - 51   |

## Palmarès
- 1 Pannon Bowl (2022)